# ロレッタ・ドイル
ロレッタ・ドイル（ Loretta Doyle 1963年7月12日-) はイギリス出身の柔道選手。現役時代は52kg級の選手。現姓はキューザック。

## 人物
1980年の世界選手権52kg級では3位となった。1982年の世界選手権決勝では山口香を判定で破って19歳にして優勝を果たした。その後は国内のライバルであるシャロン・レンドルが台頭してきたために、以前ほどの活躍は見られなかった。2012年現在は、Ippon.TVやEJUが配信するワールドカップの実況、ないしは解説を担当している。

## 主な戦績
52kg級での戦績
- 1980年 - ドイツ国際　2位
- 1980年 - ヨーロッパ選手権　3位
- 1980年 - オランダ国際　優勝
- 1980年 - 世界選手権　3位
- 1981年 - ヨーロッパ選手権　2位
- 1982年 - ヨーロッパ選手権　2位
- 1982年 - 世界選手権　優勝
- 1983年 - ヨーロッパ選手権　優勝
- 1983年 - イギリス国際　優勝
- 1983年 - 福岡国際　優勝
- 1984年 - ドイツ国際　優勝
- 1984年 - オランダ国際　2位
- 1984年 - イギリス国際　2位
- 1985年 - オーストリア国際　3位
- 1985年 - イギリス国際　優勝
- 1986年 - ドイツ国際　優勝
- 1986年 - ヨーロッパ選手権　3位
- 1986年 - 英連邦競技大会　2位
- 1986年 - イギリス国際　2位
- 1987年 - オランダ国際　2位
- 1987年 - ドイツ国際　優勝
- 1987年 - オーストリア国際　優勝
- 1987年 - イギリス国際　2位
- 1988年 - フランス国際　3位

56kg級での戦績
- 1989年 - ベルギー国際　優勝
- 1989年 - オーストリア国際　2位
- 1990年 - 英連邦競技大会　優勝
- 1990年 - ベルギー国際　2位
- 1990年 - ドイツ国際　2位
- 1990年 - イギリス国際　2位

52kg級での戦績
- 1991年 - ヨーロッパ選手権　2位
- 1991年 - オーストリア国際　2位
- 1992年 - イギリス国際　2位
- 1992年 - ヨーロッパ選手権　優勝